# Étienne Dupont
Étienne Dupont, né à Avranches le 29 décembre 1864 et mort à Saint-Malo le 10 décembre 1928, est un magistrat et historien régionaliste .

## Biographie
Étienne Eugène Paul Dupont est née le 29 décembre 1864 dans une famille de la bourgeoisie normande. Il est le fils d'Étienne-Louis Dupont, notaire à Avranches  de 1854 à 1867. Élève au collège d’Avranches puis licencié en lettres et en droit de la faculté de Caen, il s’inscrit au barreau d’Avranches comme avocat stagiaire puis décide de commencer une carrière de magistrat. En 1897, il est nommé juge suppléant au tribunal de Saint-Malo. Il est ensuite juge à Redon en 1898 avant de revenir à Saint-Malo en 1899. Il refuse alors tout avancement lié à une mutation qui l’en eut éloigné et s’adonne à sa véritable passion qui est l’histoire locale. En 1909, Étienne Dupont devient pour quelque temps conservateur de la bibliothèque municipale et des archives de Saint-Malo.
Il fut également en 1899 l’un des membres fondateurs de la Société d'histoire et d'archéologie de l'arrondissement de Saint-Malo dont il assuma la présidence de 1904 à 1907 puis de 1924 à 1925.
Il collabore également au Figaro, au Journal des débats et à Ouest-Éclair. Outre ses  articles pour les bulletins annuels de la Société d’Histoire, il publia de nombreux ouvrages historiques à la fois documentés et anecdotiques sur le Mont-Saint-Michel et sur Saint-Malo dont certains sont encore régulièrement réédités.
Étienne Dupont meurt le 10 décembre 1928 âgé de 64 ans  à son domicile de la rue d'Orléans à Saint-Malo, où il est inhumé.

## Publications
- Une astrologue bretonne au Mont Saint-Michel (1910), sur Tiphaine Raguenel.Le Mont-Saint-Michel études et chroniques  Le Chevalier Paris (1899).
- Montgommery. Episode de l'histoire du Mont-Saint-Michel Alfred Mame & Fils (1900)
- Le Mont Saint-Michel et les pays étrangers Bruxelles (1902)
- Bibliographie générale du Mont Saint-Michel (1905)
- Recherches historiques et topographiques sur les compagnons de Guillaume le Conquérant (1907-1908) Lire en ligne
- Légendaire du Mont Saint-Michel, Duval, Paris (1911)
- Le pèlerinage d'un enfant au Mont-Saint Michel au XVe siècle, Desclée de Brouwer, Lille.
- Le Mont Saint Michel inconnu Paris (1912)
- Les prisons du Mont Saint-Michel de 1425 à 1864, Librairie académique Perrin, Paris (1913)
- La Bastille des mers. Les exilé de l’ordre du roi au Mont Saint-Michel  1685-1789 (1920) ; réédition La Découvrance.
- Etienne Dupont : La Véritable histoire du chevalier des Touches ; In La Revue universelle. Tome XIV, 1er juillet 1923, Jacques Bainville, directeur.
- Les légendes du Mont Saint-Michel La Folye Vannes (1925) ; réédition Le Livre d'Histoire (2007).
- Le Véritable Chevalier des Touches Librairie académique Perrin, Paris (1924)
- Monseigneur Duchesne chez lui en Bretagne (1921)
- Les Prisonniers du Château de Saint Malo 1675-1789 Paris (1925)
- Le vieux Saint-Malo. Les Corsaires chez eux  (1929) ; réédition La Découvrance  (2004)  (ISBN 2 910452867).
- L’Abbé Jouin Aumônier des Corsaires (1926) ; réédition La Découvrance  (2007)  (ISBN 2842654900).
- Le vieux Saint-Malo. Au pays de la Course et de la Traite Vannes (1928) ; réédition La Découvrance (1996).
- « Les diamants de la dauphine », dans Le Nouvelliste de Bretagne, 28 juin, 3, 8, 12 et 17 juillet 1919.

## Pour approfondir